# Keizo Imai
Keizo Imai (今井 敬三 Imai Keizo?,  nacido el 19 de noviembre de 1950 en Kioto) es un exfutbolista japonés que se desempeñaba como defensa.
Imai jugó 29 veces para la Selección de fútbol de Japón entre 197 y 197. Imai fue elegido para integrar la selección nacional de Japón para los Juegos Asiáticos de 1974 y 1978.

## Trayectoria

### Clubes
| Club              | País  | Año         |
| ----------------- | ----- | ----------- |
| Fujita Industries | Japón | 1973 - 1980 |

### Selección nacional
| Selección | País  | Año         |
| --------- | ----- | ----------- |
| Absoluta  | Japón | 1974 - 1980 |

## Estadística de equipo nacional
| Selección de Japón | Selección de Japón | Selección de Japón |
| Año                | Part.              | Goles              |
| ------------------ | ------------------ | ------------------ |
| 1974               | 1                  | 0                  |
| 1975               | 0                  | 0                  |
| 1976               | 0                  | 0                  |
| 1977               | 2                  | 0                  |
| 1978               | 13                 | 0                  |
| 1979               | 9                  | 0                  |
| 1980               | 4                  | 0                  |
| Total              | 29                 | 0                  |

## Palmarés

### Títulos nacionales
| Título              | Club              | País  | Año  |
| ------------------- | ----------------- | ----- | ---- |
| Japan Soccer League | Fujita Industries | Japón | 1977 |
| Copa del Emperador  | Fujita Industries | Japón | 1977 |
| Japan Soccer League | Fujita Industries | Japón | 1979 |
| Copa del Emperador  | Fujita Industries | Japón | 1979 |
| Japan Soccer League | Fujita Industries | Japón | 1981 |

### Distinciones individuales
| Distinción                  | Año  |
| --------------------------- | ---- |
| Japan Soccer League Best XI | 1977 |
| Japan Soccer League Best XI | 1978 |
| Japan Soccer League Best XI | 1979 |
| Japan Soccer League Best XI | 1980 |